# Diva Diniz Corrêa
Diva Diniz Corrêa   (Avaré, 10 de maig de 1918 - São Paulo, 28 d'abril de 1993) fou una zoòloga i biòloga marina brasilera.

## Biografia
Nasqué al 1918 a Avaré, São Paulo, Brasil; era la més jove de tres germanes i l'única que anà a la universitat.
Al 1939, començà els estudis d'història natural en la Facultat de Filosofia, Ciències i Lletres de la Universitat de São Paulo. Durant aquest temps, treballà estretament amb Ernst Marcus i Eveline Du Bois-Reymond Marcus. Després de graduar-se al 1941, fou alumna del Dr. Ottorino de Fiore di Coprani en el Departament de Geologia i Paleontologia.
De 1943 a 1945, ensenyà història natural en una escola de São Paulo; després a la Universitat de São Paulo donà cursos de zoologia i fisiologia. En aquest temps feu viatges a la costa per recollir espècimens per a les seues classes i estudis.
El 1948, Diva acaba la tesi doctoral sobre l'embriologia de Bugulina flabellata, un briozou, i rebé el grau més alt possible del comité, que estava dirigit per Ernst Marcus i Paul Sawaya. El 1952, fa classes a la Universitat de Pàdua; i a la Stazione Zoologica de Nàpols, Itàlia, estudia neurofisiologia i locomoció dels nemertins: en feu moltes publicacions. Al 1957, rep una altra beca: de la Fundació John Simon Guggenheim, per viatjar a l'Estació Marina de Califòrnia al Pacífic de la Universitat de Califòrnia: dirigí la publicació d'una monografia dels nemertins de Califòrnia i costes d'Oregon.
D'octubre de 1958 a febrer de 1959, Diva fa un internat en l'Institut de Ciència Marina de la Universitat de Miami, i visita les illes Verges Nord-americanes. Arribà a anomenar un nemertins com Zygonemertes cocacola. Al 1962, fa un internat en el Laboratori Biològic Marí de Curaçao amb una subvenció donada pel govern neerlandés, i fa n estudi del nemertins de la regió i la descripció d'un turbel·laris.
Al 1962, Diva torna a la Universitat de São Paulo i fou professora del Departament de Zoologia fins a la seua jubilació al 1988. Ocupa la cadira que quedà vacant per la jubilació del Prof. Ernst Marcus. De 1963 a 1977, fou la primera directora del Departament de Zoologia.

## Obra
- Corrêa, D. D. «A primeira Dolichoplana (Tricladida Terricola) do Brasil». Boletim da Faculdade de Filosofia, Ciências e Letras da Universidade de São Paulo, 12, 1947, pàg. 57–82.

- Corrêa, D. D. «Sobre a neurofisiologia locomotora de hoplonemertinos e a taxonomia de Ototyphlonemertes». Anais da Academia Brasileira de Ciências, 25, 1953, pàg. 545–555.

- Corrêa, D. D. «Sobre a locomoção e a neurofisiologia de nemertinos». Boletim da Faculdade de Filosofia, Ciências e Letras da Universidade de São Paulo, 18, 1953, pàg. 129–147.

- Corrêa, D. D. «Nemertinos do litoral Brasileiro». Boletim da Faculdade de Filosofia, Ciências e Letras da Universidade de São Paulo, 19, 1954, pàg. 1–122.

- Corrêa, D. D. «Estudo de nemertinos Mediterraneos (Palaeo e Heteronemertini)». Anais da Academia Brasileira de Ciências, 28, 1956, pàg. 195–214.

- Corrêa, D. D. «Nemerteans from Florida and Virgin Islands». B Mar Sci Gulf Carib., 11, 1961, pàg. 1–44.

- Corrêa, D. D. «Nemerteans from Curaçao». Study of the Fauna of Curaçao and other Caribbean Islands, 17, 1963, pàg. 41–56.

- Corrêa, D. D. «Nemerteans from California and Oregon». Proc Calif Acad Sci, 31, 1964, pàg. 515–558.

## Honors
Epònims
Alguns taxa s'anomenaren amb el seu epònim, com el gènere de turbel·lari Dinizia, el gènere nemertins Divanella i Correanemertes, i l'espècie de gastròpodes Piseinotecus divae.
L'abreviatura Diniz Correa s'empra per a indicar Diva Diniz Corrêa com a autoritat en la descripció i taxonomia en zoologia.